# 多卷须栝楼
多卷须栝楼（学名：Trichosanthes rosthornii var. multicirrata）为葫芦科栝楼属下的一个变种。